# Amilcar Christófaro
Amilcar Christófaro (São Paulo, 23 de fevereiro de 1977) é um baterista brasileiro.
Considerado um dos melhores e mais técnicos bateristas do Brasil, atualmente participa das bandas Torture Squad (onde, desde 1993, é um dos integrantes), Kisser Clan e Matanza Ritual. Também fez participações com o Angra e Sepultura.
Amilcar é patrocinado pelas baquetas Liverpool. Também é patrocinado pela Orion Cymbals.
Em setembro de 2015, foi considerado pela revista Roadie Crew o 7o Melhor Baterista do Brasil de todos os tempos.

## Biografia
Amilcar é filho de Claudemir Christófaro, baterista que na década de 1960 lecionava no Conservatório Musical Ipiranga, em São Paulo. Seu irmão mais velho, Fabio Christófaro, também é baterista, e tocou no grupo RTH. 

### Carreira
Amilcar começou sua carreira de instrumentista substituindo seu irmão, Fabio Christófaro, na banda RTH, onde permaneceu até o ano de 1992. 
Em 1993, passou a integrar a banda de heavy metal Torture Squad.
No ano de 2011, foi convidado a substituir o baterista da banda Sepultura em cinco shows pela Europa.
Em 2012, foi convidado por Andreas Kisser para compor o Kisser Clan, um projeto criado pelo guitarrista para tocar uma série de clássicos do heavy metal e do rock’n’roll em shows que são verdadeiras festas com convidados especiais, sugestões e muita participação do público.
No ano de 2013 a banda Angra o convidou para fazer uma participação especial no show comemorativo dos 20 anos do grupo, lançado neste mesmo ano em DVD.
Em 2014, tornou-se matéria de capa da versão brasileira da revista Modern Drummer.

## Discografia

### Com a Banda "Torture Squad"

#### Álbuns de estúdio
- Shivering - (1995)
- Asylum of Shadows - (2000)
- The Unholy Spell - (2001)
- Pandemonium - (2003)
- Hellbound - (2008)
- Æquilibrium - (2010)[9]
- Esquadrão de Tortura (2013)

#### Álbuns Ao Vivo
- Death, Chaos and Torture Alive - 2004 (CD e DVD)

#### EPs
- Chaos Corporation - 2006
- Return of Evil - 2016

#### Demos
- A Soul in Hell - 1993

### Com a Banda "Nervosa"
- 2014 - Victim Of Yourself

### Demais Créditos
- 2014 - Angra: Angels Cry 20th Anniversary Tour - Bateria na faixa "Evil Warning".[7]